# Ezzeddine Hadj Sassi
Ezzeddine Hadj Sassi, né le 17 décembre 1962 dans les îles Kerkennah, est un footballeur tunisien.

## Carrière
Joueur de l'Océano Club de Kerkennah, il dispute son premier match dans une équipe de seniors le 11 octobre 1981 ; sa carrière se poursuit jusqu'à la fin de la saison 1993-1994. Évoluant au poste d'ailier gauche, il a l'occasion de marquer de nombreux buts et d'en faire marquer à ses coéquipiers.
Meilleur joueur de son club au début des années 1980, il est classé huitième meilleur joueur du championnat de Ligue I en 1985-1986 et neuvième au classement du soulier d'or, organisé alors par le quotidien L'Action tunisienne.
Il devient le meilleur buteur de la division d'honneur (Ligue II) avec treize buts marqués en 1987-1988 ; il a aussi été le troisième meilleur buteur de la Ligue I, avec onze buts marqués en 1986-1987, et le quatrième meilleur buteur avec sept buts marqués en 1985-1986.
Il compte une sélection au sein de l'équipe nationale.

## Buts marqués
- 1982-1983 : 1
- 1983-1984 : 11
- 1984-1985 : 10
- 1985-1986 : 7
- 1986-1987 : 11
- 1987-1988 : 13
- 1988-1989 : 3
- 1989-1990 : 8
- 1990-1991 : 10
- 1991-1992 : 3
- 1992-1993 : 3
- 1993-1994 : 1

## Palmarès
- Championnat de Tunisie de deuxième division : 
  - Vainqueur : 1990-1991
  - Vainqueur  (poule sud) : 1984-1985